# Chiesa di San Nicolò Vescovo (Egna)
La chiesa di San Nicolò Vescovo, o anche solo chiesa di San Nicolò (in tedesco Pfarrkirche St. Nikolaus), è la parrocchiale di Egna, in provincia di Bolzano e diocesi di Bolzano-Bressanone; fa parte del decanato di Egna-Nova Ponente.
L'edificio, risalente al XVII secolo, conserva all'interno importanti opere artistiche, come tre dipinti del pittore fiemmese Orazio Giovanelli. 

## Storia

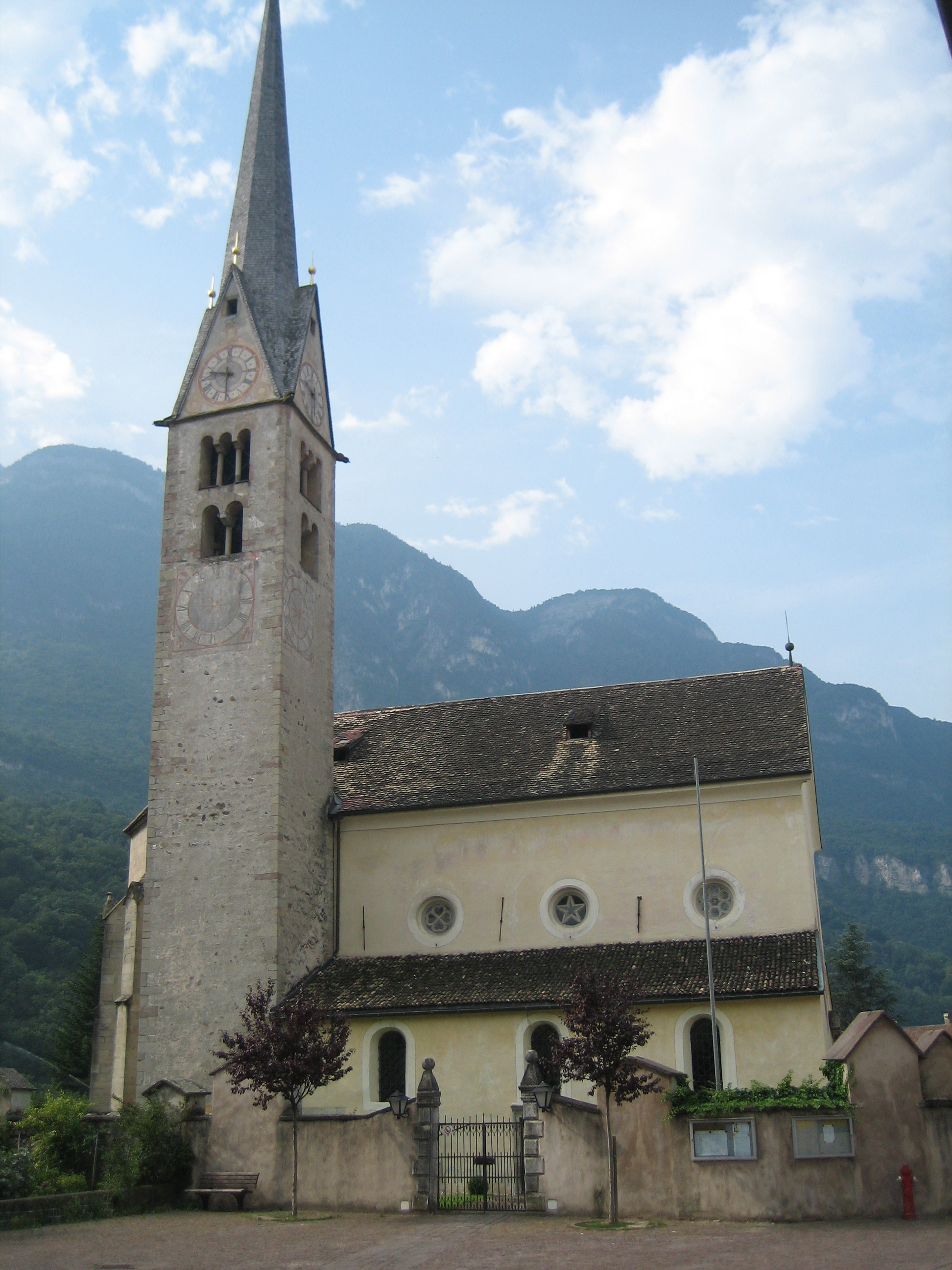
La chiesa da un'altra prospettiva

La primitiva chiesa di Egna sorse probabilmente nel XII secolo, periodo al quale risale l'avancorpo romanico inglobato successivamente nella nuova chiesa.

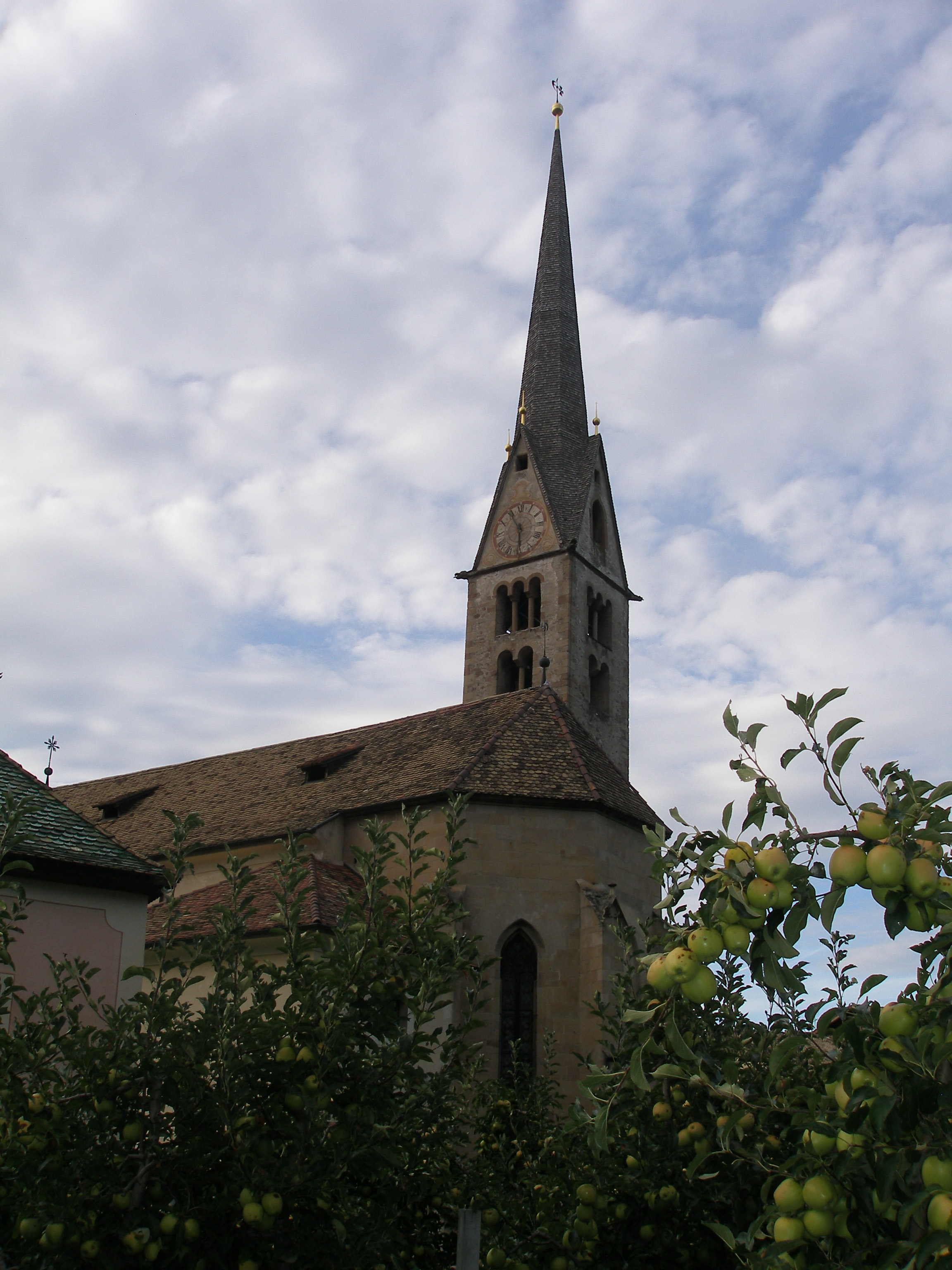
Il campanile e l'abside

Nel XIII secolo fu eretta la torre campanaria mentre in seguito la sede della parrocchia venne trasferita alla chiesa di San Pietro Apostolo di Ora.
Nel 1412 fu costruito il coro su progetto dell'architetto Konrad da Egna, nel XVI secolo venne edificata la navata centrale e nel 1645 furono aggiunte le navate laterali. Venne elevata a dignità parrocchiale nel 1841 divenendo, nel 1893 sede di un nuovo vicariato nel decanato di Egna-Nova Ponente.

## Descrizione
La facciata della chiesa presenta, sopra il portale, un affresco del 1751 il cui soggetto è San Nicolò Vescovo.
L'interno dell'edificio è in suddiviso in tre navate. Vi sono conservate tre dipinti del fiemmese Orazio Giovanelli raffiguranti la Natività, l'Adorazione dei Magi e l'Ultima Cena. L'altare maggiore in marmo è opera di Hannibal Bittner, costruito nel 1750, e la pala con i Santi Gallo e Nicola mentre adorano la Beata Vergine Maria è opera di Marco Antonio Vincenzi.
La sala è arricchita da affreschi del XVI secolo e da dipinti del pittore austriaco Anton Sebastian Fasal eseguiti negli anni trenta. 
L'organo è stato costruito nel 1893 da Franz Reinisch e più volte restaurato: nel 1929 da Vincenzo Mascioni, nel 1958 da Leopold Stadelmann e nel 1987 da Josef Kaufmann.